# .ni
.ni este un domeniu de internet de nivel superior, pentru Nicaragua (ccTLD).